# SNOW! SNOW! SNOW!
『SNOW! SNOW! SNOW!』（スノー・スノー・スノー）は、KinKi Kidsの22枚目のシングル。2005年12月21日発売。発売元はジャニーズ・エンタテイメント。

## 解説
前年に引き続き、年末にリリースされた作品。ジャケットは、氷の中にKinKi Kidsが入っているような造りになっている。
収録曲全てが冬をイメージした楽曲・タイトルになっており、CDラベルも雪印が描かれている。初動セールスこそ前作より減ったが、累計売上は前作とほぼ同じになっている。初回盤と通常盤ではジャケット違い、収録曲違いがある。本作も同じように初回盤・通常版の3曲目は異なる曲が収録されており、初回版のみA面のインストが収録されている。

## チャート成績
オリコン週間ランキングで、初週23.0万枚を売り上げ、初登場1位を獲得した。デビューシングル『硝子の少年』から22作連続首位獲得を記録し、自身の持つギネス記録であるデビュー曲からの連続首位記録を更新した。前作まで中森明菜（21作）に並び歴代5位タイだった通算のシングル首位獲得数記録も本作で単独5位となった。また、シングル首位の獲得連続年数は、これで1997年より10年連続。シングル首位獲得10年連続到達は、B'z（16年連続・1990年 - 2005年）、Mr.Children（12年連続・1994年 - 2005年）に続く史上3組目で、デビューの年から10年連続シングル首位獲得は史上初の快挙となった。CD累計売上は31.7万枚（オリコン調べ）である。

## 収録曲

### 初回盤
1. SNOW! SNOW! SNOW!
（作詞：秋元康 / 作曲：伊秩弘将 / 編曲：家原正樹）
UGA CMソング。
作詞を秋元康で、作曲はSPEEDに提供した楽曲が数々のヒット曲を生み出した伊秩弘将が担当した共作である。歌詞はタイトルの通り、雪や冬と言ったワードを中心に男女の恋模様を描いている。
発売日の12月21日から31日までの10日間限定で、BMBのカラオケ機器UGAでPVが配信されている。この曲を選曲・歌唱することによって、PVの映像を観ることが可能であった。第一興商のDAMでもレコード会社によってアーティストのPVが使用されている（いわゆる本人映像付き）が、ジャニーズ関連作品がこういった形で配信されるのは、珍しい例である。
自身の2007年のベスト・アルバム『39』発売時のファン投票で22位にランクインした。
出版者：ブライト・ノート・ミュージック AP事業部
2. ミゾレ
（作詞・作曲：井手コウジ / 編曲：Tadasuke）
出版者：ブライト・ノート・ミュージック
3. ユキノキャンバス
（作詞：篠原隆一 / 作曲・編曲：中崎英也）
「ユキノキャンパス」と間違われることがあるが、正しくは「ユキノキャンバス」である。
出版者：ブライト・ノート・ミュージック
4. SNOW! SNOW! SNOW! (Backing Track)

### 通常盤
1. SNOW! SNOW! SNOW!
2. ミゾレ
3. 雪白の月
（作詞：Satomi / 作曲：松本良喜 編曲：十川知司）
通常版のみに収録されているカップリング曲だが、自身の2007年のベスト・アルバム『39』発売時のファン投票で3位にランクインした。
出版者：ブライト・ノート・ミュージック

## 楽曲の収録アルバム
- SNOW! SNOW! SNOW!
  - I album -iD-
  - The BEST
- ミゾレ

（アルバム未収録）
- ユキノキャンバス

（アルバム未収録）
- 雪白の月
  - 39
  - Ballad Selection

## 映像作品
- SNOW! SNOW! SNOW!
  - KinKi you DVD
  - KinKi Kids 2010-2011 〜君も堂本FAMILY〜
  - K album（初回限定盤）
  - 2015-2016 Concert KinKi Kids
  - KinKi Kids Concert Tour 2019-2020 ThanKs 2 YOU
  - KinKi Kids O正月コンサート2021
- 雪白の月
  - 39（初回限定盤）
  - KinKi Kids Concert -Thank you for 15years- 2012-2013
  - We are KinKi Kids Dome Concert 2016-2017 TSUYOSHI & YOU & KOICHI
  - KinKi Kids Concert Tour 2019-2020 ThanKs 2 YOU